# Matas Jogėla
Matas Jogėla (Tauragė, 10 luglio 1998) è un cestista lituano.